# 압량중학교
압량중학교(押梁中學校)는 대한민국 경상북도 경산시 압량읍 부적리에 있는 공립 중학교이다.

## 학교 연혁
- 2017년 4월 21일 : 압량중학교 설립인가
- 2019년 2월 28일 : 본관 건물 준공(4개 교실)
- 2019년 3월 1일 : 초대 유재익 교장 취임
- 2019년 3월 4일 : 제1회 입학(신입생 86명 4학급)
- 2019년 10월 25일 : 압량중학교 개교식
- 2022년 1월 4일 : 제1회 졸업(졸업생 79명)
- 2022년 9월 1일 : 제4대 허영선 교장 취임
- 2024년 1월 3일 : 제3회 졸업식(104명)
- 2024년 3월 4일 : 2024학년도 입학(신입생 160명 7학급)

## 참고 자료
- 압량중학교 - 한국교육학술정보원 학교알리미